# Angraecum spicatum
Pour les articles homonymes, voir Angraecum et Spicatum.
Espèce
Statut CITES
Angraecum spicatum est une espèce de plante de la famille des orchidées. Elle est endémique de l'île de La Réunion, département d'outre-mer français dans le sud-ouest de l'océan Indien.